# Калтык
Калты́к (гортань) — часть трахеи, один из видов мясных субпродуктов убойных животных, представляет собой совокупность нескольких органов животного: гортань, щитовидная железа и эпителиальные тельца (Околощитовидная железа). После удаления щитовидной железы и околощитовидной железы представляет собой хрящевые кольца и используется в качестве корма для животных.

## Виды
Чаще всего калтык используется говяжий, бараний и свиной.

## Питательная ценность
Калтык по своим вкусовым и кулинарным достоинствам относится к субпродуктам второй категории.
Питательная ценность в значительной мере определяется находящимся на нем жиром (до 15 %), так как белок на 95 % состоит из коллагена и эластина.
Химический состав (%): вода — 72,3; зола — 4; сырой белок — 15,6; сырой жир — 5 и безазотистые экстрактивные вещества — 2,9. (итого 99,8%)
Кормовая (питательная) ценность гортани(калтык) и трахеи идентична, но в калтыке содержится меньше жира и несколько больше прирези мяса. Калтык, как и трахея при скармливании может представлять некоторую опасность в случаях, если на мясокомбинате не удаляют с него щитовидную железу и эпителиальные тельца (околощитовидную железу).